# جودي دوناواي
جودي دوناواي (بالإنجليزية: Judy Dunaway)‏ هي ملحنة أمريكية، ولدت في 1964.

## وصلات خارجية
- جودي دوناواي على موقع ميوزك برينز (الإنجليزية)
- جودي دوناواي على موقع ديسكوغز (الإنجليزية)